# 이형종 (1706년)
이형종(李亨宗, 1706년 - 1759년)은 조선후기의 문신이자 종친이며, 도정궁(都正宮) 사손(嗣孫)이다. 아들 이영은 한때 숙종의 서자 연령군의 양손자로 입적되었다가 파양되기도 했다.

## 생애
조선후기의 문신으로 본관은 전주, 휘는 형종(亨宗), 자는 성백(城伯)이다. 덕흥대원군 8대 사손(嗣孫)이며, 아버지는 증 이조판서(吏曹判書) 이명회(李明會)이며, 어머니는 첨추(僉樞) 평산인(平山人) 신백수(申栢壽)의 딸로 정부인 평산신씨(貞夫人 平山申氏)이다.
부인은 은진인(恩津人) 송서석(宋叙錫)의 딸로 증 정경부인 은진송씨(貞敬夫人 恩津宋氏)와 여흥인(驪興人) 민심(閔鐔)의 딸로 증 정경부인 여흥민씨(貞敬夫人 驪興閔氏)이다.
증 이판 이명회의 장남으로 병술(丙戌) 1706년(숙종 32) 6월 7일 탄생하였다. 1722년(경종 2) 종증조(從曾祖) 충정공 이홍술(李弘述)과 백부 이명좌(李明佐)가 임인사화(壬寅士禍)에 연루되어 집안 친족(親族)들이 연좌되고, 아버지 또한 연좌되어 부안현(扶安縣) 위도(蝟島)에 정배(定配) 되었다.
집을 떠나 유랑 생활을 하다가 1725년(영조 1) 3월 2일에 영조의 명으로 연좌되었던 친족(親族)들이 모두 신원되고, 아버지는 덕흥대원군(德興大院君)의 제사(祭祀)를 승습(承襲)하여 받들도록 명하여, 돈녕도정(敦寧都正)에 제수되었다가 돌아가자 뒤를 이어 받아 돈녕도정(敦寧都正)에 제수되었다.
1734년(영조 10) 영조가 덕흥대원군묘(大院君廟, 덕흥궁)에 친향(親享)을 한 후 가선대부(嘉善大夫)에 가자하였다. 1735년(영조 11) 5월 18일 동지중추부사(同知中樞府事)에 제수되고, 이해 6월 10일 부호군(副護軍)을 거쳐 돈녕도정(敦寧都正)을 역임하였다.
1740년(영조 16) 1월 5일 오위도총부 부총관(副摠管)을 거쳐 이해 7월 14일에 동지돈녕부사(同知敦寧府事)에 제수되었다. 기묘(己卯) 1759년(영조 35) 윤 6월 10일 향년 54세로 별세하였다. 1788년(정조 12) 5월 22일 아들 이풍의 영귀로 숭정대부(崇政大夫) 의정부좌찬성(左贊成) 겸 판의금부사(判義禁府事) 오위도총부 도총관(都摠管)에 증직되었다.

## 가족관계
- 아버지 : 증 이조판서(吏曹判書) 이명회(李明會, 1685년 - 1727년)
- 어머니 : 정부인 평산신씨(貞夫人 平山申氏, 1682년 - 1744년), 첨추(僉樞) 평산인(平山人) 신백수(申栢壽)의 딸.
- 1정부인 : 증 정경부인 은진송씨(貞敬夫人 恩津宋氏, 1703년 - 1736년), 은진인(恩津人) 송서석(宋叙錫)의 딸.
  - 장남 : 이풍(이례)(李灃, 1727년 - 1795년)
  - 2남 : 달선군 이영(達善君 李泳, 1731년 - 1748년), 숙종의 왕자 연령군(延齡君)의 계자인 낙천군(洛川君) 이온(李縕)에게 출계하였다가 파양.
  - 장녀 : 전주인(全州人) 유지(柳志)에게 출가.
- 2정부인 : 증 정경부인 여흥민씨(貞敬夫人 驪興閔氏, 1716년 - 1784년), 여흥인(驪興人) 민심(閔鐔)의 딸.
  - 3남 : 이굉(李浤, 1746년 - 1803년)
- 후실
  - 4남 : 이용(李溶, 1749년 - 1818년)
  - 2녀 : 은진인(恩津人) 송필극(宋必克)에게 출가.
  - 3녀 : 중군(中軍) 청주인(淸州人) 한탁모(韓鐸謩)에게 출가.
- 여동생 : 안동인(安東人) 권규응(權奎應)에게 출가.
- 이복동생 : 이형록(李亨祿, 1709년 - 1767년)
- 이복동생 : 이형복(李亨福, 1713년 - 1762년)
- 이복여동생 : 능성인(綾城人) 구홍주(具弘柱)에게 출가.

## 같이 보기
- 덕흥대원군
- 도정궁
- 덕흥궁
- 낙천군 이온